# Distorsio
Distorsio is een geslacht van weekdieren uit de klasse van de Gastropoda (slakken).

## Soorten
- Distorsio anus (Linnaeus, 1758)
- Distorsio burgessi Lewis, 1972
- Distorsio clathrata (Lamarck, 1816)
- Distorsio constricta (Broderip, 1833)
- Distorsio decipiens (Reeve, 1844)
- Distorsio decussata (Valenciennes, 1832)
- Distorsio euconstricta Beu, 1987
- Distorsio globosa Nolf, 2014
- Distorsio graceiellae Parth, 1989
- Distorsio habei Lewis, 1972
- Distorsio jenniernestae Emerson & Piech, 1992
- Distorsio kurzi Petuch & Harasewych, 1980
- Distorsio minoruohnishii Parth, 1989
- Distorsio muehlhaeusseri Parth, 1990
- Distorsio parvimpedita Beu, 1998
- Distorsio perdistorta Fulton, 1938
- Distorsio reticularis (Linnaeus, 1758)
- Distorsio smithi (Maltzan, 1884)
- Distorsio somalica Parth, 1990
- Distorsio ventricosa Kronenberg, 1994